# Andainville

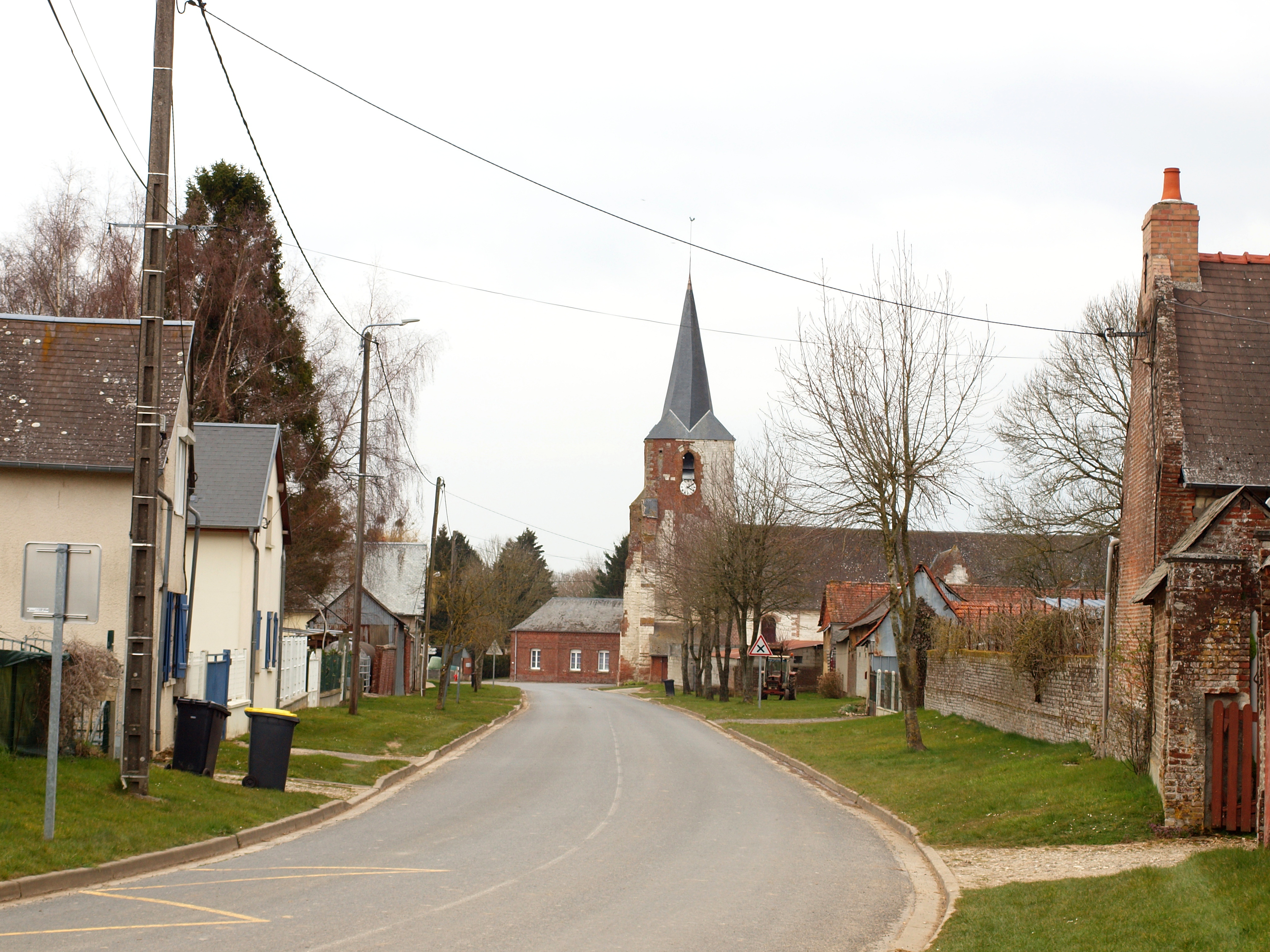
Paysage du village.

Andainville est une commune française située dans le département de la Somme en région Hauts-de-France.

## Géographie

### Localisation
Andainville est un village picard du Vimeu.
À vol d'oiseau, la localité est située à 5 km au nord de Beaucamps-le-Vieux, 7 km au sud de Oisemont, 24 km au sud d'Abbeville et à 37 km à l'ouest d'Amiens.
Le territoire de la commune est limitrophe de ceux de neuf communes.  Les communes limitrophes sont Aumâtre, Arguel, Bermesnil, Fresnoy-Andainville, Inval-Boiron, Lignières-en-Vimeu, Le Mazis, Saint-Aubin-Rivière et Saint-Maulvis.

### Hydrographie
La commune est traversée par la ligne de partage des eaux entre les bassins hydrographiques Artois-Picardie et Seine-Normandie. Elle n'est drainée par aucun cours d'eau.

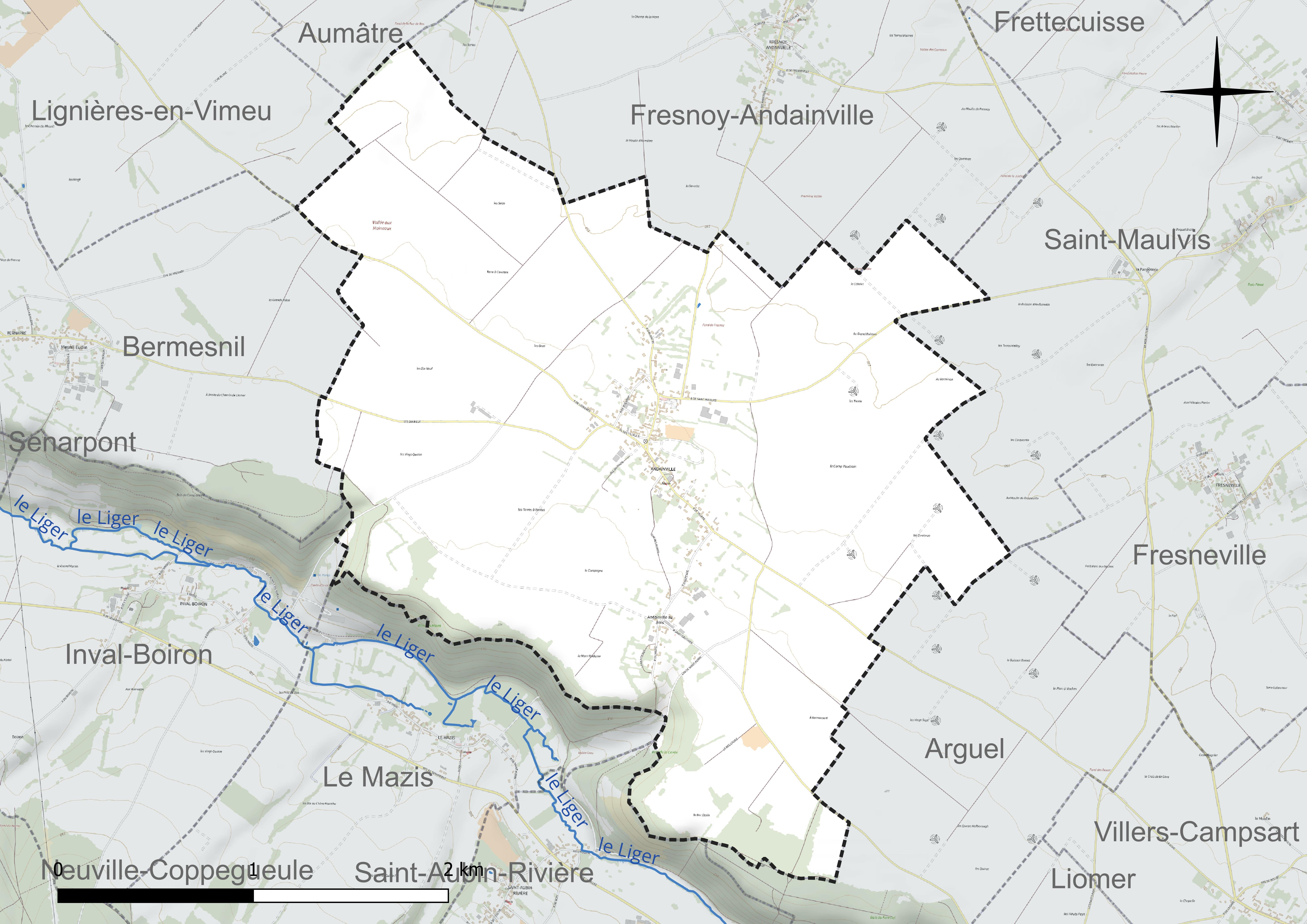
Réseau hydrographique d'Andainville.

### Climat
Pour des articles plus généraux, voir Climat des Hauts-de-France et Climat de la Somme.
En 2010, le climat de la commune est de type climat océanique altéré, selon une étude du CNRS s'appuyant sur une série de données couvrant la période 1971-2000. En 2020, Météo-France publie une typologie des climats de la France métropolitaine dans laquelle la commune est exposée à un climat océanique et est dans la région climatique Côtes de la Manche orientale, caractérisée par un faible ensoleillement (1 550 h/an) ; forte humidité de l'air (plus de 20 h/jour avec humidité relative > 80 % en hiver), vents forts fréquents.
Pour la période 1971-2000, la température annuelle moyenne est de 10 °C, avec une amplitude thermique annuelle de 13,6 °C. Le cumul annuel moyen de précipitations est de 852 mm, avec 13,1 jours de précipitations en janvier et 8,9 jours en juillet. Pour la période 1991-2020, la température moyenne annuelle observée sur la station météorologique la plus proche, située sur la commune d'Oisemont à 7 km à vol d'oiseau, est de 11,1 °C et le cumul annuel moyen de précipitations est de 801,4 mm,. Pour l'avenir, les paramètres climatiques de la commune estimés pour 2050 selon différents scénarios d'émission de gaz à effet de serre sont consultables sur un site dédié publié par Météo-France en novembre 2022.

## Urbanisme

### Typologie
Au 1er janvier 2024, Andainville est catégorisée commune rurale à habitat dispersé, selon la nouvelle grille communale de densité à sept niveaux définie par l'Insee en 2022.
Elle est située hors unité urbaine et hors attraction des villes,.

### Occupation des sols
L'occupation des sols de la commune, telle qu'elle ressort de la base de données européenne d'occupation biophysique des sols Corine Land Cover (CLC), est marquée par l'importance des territoires agricoles (89,6 % en 2018), une proportion identique à celle de 1990 (89,6 %). La répartition détaillée en 2018 est la suivante : 
terres arables (73,8 %), prairies (15,9 %), forêts (5,8 %), zones urbanisées (4,6 %). L'évolution de l'occupation des sols de la commune et de ses infrastructures peut être observée sur les différentes représentations cartographiques du territoire : la carte de Cassini (XVIIIe siècle), la carte d'état-major (1820-1866) et les cartes ou photos aériennes de l'IGN pour la période actuelle (1950 à aujourd'hui).

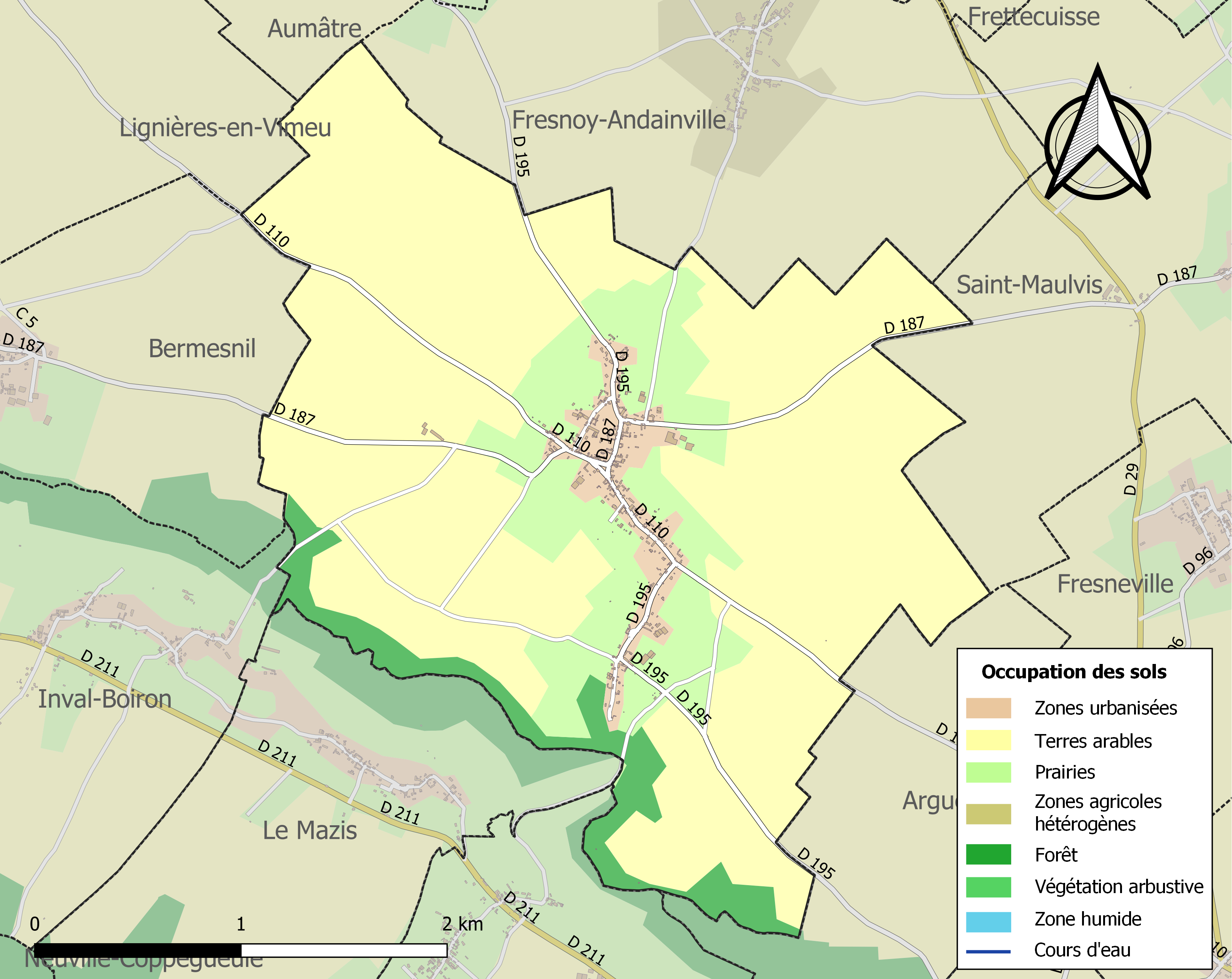
Carte des infrastructures et de l'occupation des sols de la commune en 2018 (CLC).

### Lieux-dits, hameaux et écarts
Andainville-au-Bois désigne une partie du village qui n'en est pas particulièrement éloigné.

### Voies de communication et transports
À quelques kilomètres au sud d'Oisemont, ce village essentiellement agricole est desservi par la route départementale 195.
Le village est traversé par les routes départementales 110 (axe Rambures - Villers-Campsart), 187 (axe Senarpont - Saint-Maulvis) et 195 (axe Oisemont - Arguel).

## Toponymie
Le nom de la localité est attesté sous la forme Andeinvile en 1144,.
Andani villa tient très probablement son nom du propriétaire des lieux à l'époque franque.
Villa ne laisse aucun doute sur l'origine gallo-romaine d'Andainville. Et d'après Ernest Nègre, Andelenus est un patronyme d'origine germanique et correspondrait probablement au nom du premier propriétaire ou fondateur de ce qui, à l'origine, était un domaine rural.
Adinville en picard.

## Histoire
Andainville a appartenu à la même seigneurie que Le Mazis.
À la Révolution, les biens seigneuriaux sont mis en vente.
Lors de la Guerre franco-allemande de 1870, deux mille Prussiens foulent le territoire communal.
À la fin du XIXe siècle, la commune compte quelques sabotiers (bois à galoches) et tourneurs sur bois.
Au début de la Seconde Guerre mondiale, lors de la bataille de France, trois militaires du 5e cuirassiers sont tués à Andainville le 7 juin 1940.

## Politique et administration

### Rattachements administratifs et électoraux
La commune se trouvait jusqu'en 2009 dans l'arrondissement d'Amiens du département de la Somme. De 2009 à 2016, elle est intégrée à l'arrondissement d'Abbeville, avant de réintégrer le 1er janvier 2017 l'arrondissement d'Amiens. Pour l'élection des députés, elle fait partie depuis 2012 de la troisième circonscription de la Somme.
Elle faisait partie depuis 1793 du canton d'Oisemont. Dans le cadre du redécoupage cantonal de 2014 en France, la commune est intégrée au canton de Poix-de-Picardie.

### Intercommunalité
La commune était membre de la petite communauté de communes de la Région d'Oisemont (CCSOA), créée au 1er janvier 1995.
Dans le cadre des dispositions de la loi portant nouvelle organisation territoriale de la République du 7 août 2015, qui prévoit que les établissements publics de coopération intercommunale (EPCI) à fiscalité propre doivent avoir un minimum de 15 000 habitants, la préfète de la Somme propose en octobre 2015 un projet de nouveau schéma départemental de coopération intercommunale (SDCI) qui prévoit la réduction de 28 à 16 du nombre des intercommunalités à fiscalité propre du département.
Ce projet prévoit la « fusion des communautés de communes du Sud-Ouest Amiénois, du Contynois et de la région d'Oisemont », le nouvel ensemble de 37 412 habitants regroupant 120 communes,. À la suite de l'avis favorable de la commission départementale de coopération intercommunale en janvier 2016, la préfecture sollicite l'avis formel des conseils municipaux et communautaires concernés en vue de la mise en œuvre de la fusion.
La communauté de communes Somme Sud-Ouest (CC2SO), dont est désormais membre la commune, est ainsi créée au 1er janvier 2017.

### Liste des maires
| Période                                  | Période                       | Identité                                     | Étiquette | Qualité                         |
| ---------------------------------------- | ----------------------------- | -------------------------------------------- | --------- | ------------------------------- |
| 1819                                     |                               | Jean Charles Louis Leullier[réf. nécessaire] |           |                                 |
| Les données manquantes sont à compléter. |                               |                                              |           |                                 |
| mars 1989                                | mai 2020                      | Philippe Dallery                             |           | Réélu pour le mandat 2014-2020, |
| mai 2020,                                | En cours (au 2 décembre 2020) | Philippe Prat                                |           | Outilleur à Feuquières-en-Vimeu |

### Politique de développement durable
En 2021, la commune accueille trois éoliennes sur son territoire.

## Population et société

### Démographie
L'évolution du nombre d'habitants est connue à travers les recensements de la population effectués dans la commune depuis 1793. Pour les communes de moins de 10 000 habitants, une enquête de recensement portant sur toute la population est réalisée tous les cinq ans, les populations de référence des années intermédiaires étant quant à elles estimées par interpolation ou extrapolation. Pour la commune, le premier recensement exhaustif entrant dans le cadre du nouveau dispositif a été réalisé en 2007.

En 2022, la commune comptait 244 habitants, en évolution de +0,83 % par rapport à 2016 (Somme : −1,26 %, France hors Mayotte : +2,11 %).
| 1793 | 1800 | 1806 | 1821 | 1831 | 1836 | 1841 | 1846 | 1851 |
| ---- | ---- | ---- | ---- | ---- | ---- | ---- | ---- | ---- |
| 700  | 689  | 728  | 694  | 684  | 689  | 617  | 637  | 642  |

| 1856 | 1861 | 1866 | 1872 | 1876 | 1881 | 1886 | 1891 | 1896 |
| ---- | ---- | ---- | ---- | ---- | ---- | ---- | ---- | ---- |
| 632  | 642  | 648  | 581  | 548  | 508  | 479  | 451  | 428  |

| 1901 | 1906 | 1911 | 1921 | 1926 | 1931 | 1936 | 1946 | 1954 |
| ---- | ---- | ---- | ---- | ---- | ---- | ---- | ---- | ---- |
| 404  | 402  | 356  | 352  | 341  | 326  | 292  | 265  | 279  |

| 1962 | 1968 | 1975 | 1982 | 1990 | 1999 | 2006 | 2007 | 2012 |
| ---- | ---- | ---- | ---- | ---- | ---- | ---- | ---- | ---- |
| 307  | 287  | 249  | 201  | 211  | 196  | 222  | 226  | 228  |

| 2017 | 2022 | - | - | - | - | - | - | - |
| ---- | ---- | - | - | - | - | - | - | - |
| 254  | 244  | - | - | - | - | - | - | - |

### Enseignement

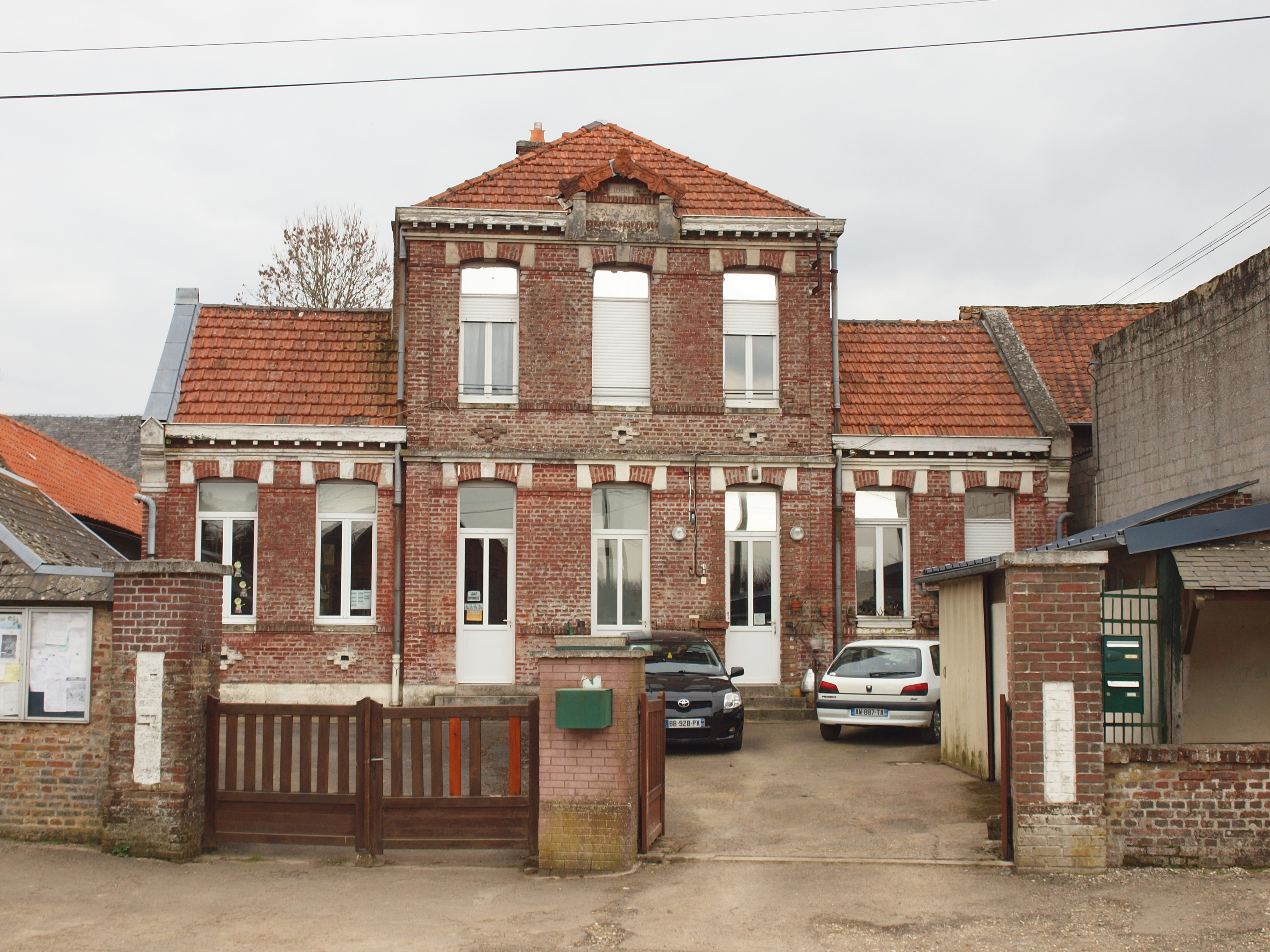
L'ancienne école communale.

En matière d'enseignement élémentaire, les enfants du village relèvent du regroupement pédagogique concentré organisé à l'école publique d'Oisemont, destinée à accueillir 300 élèves. Il en est de même depuis 2019 pour les élèves de maternelle La compétence scolaire est mise en œuvre par la communauté de communes Somme Sud-Ouest,,.

### Autres équipements

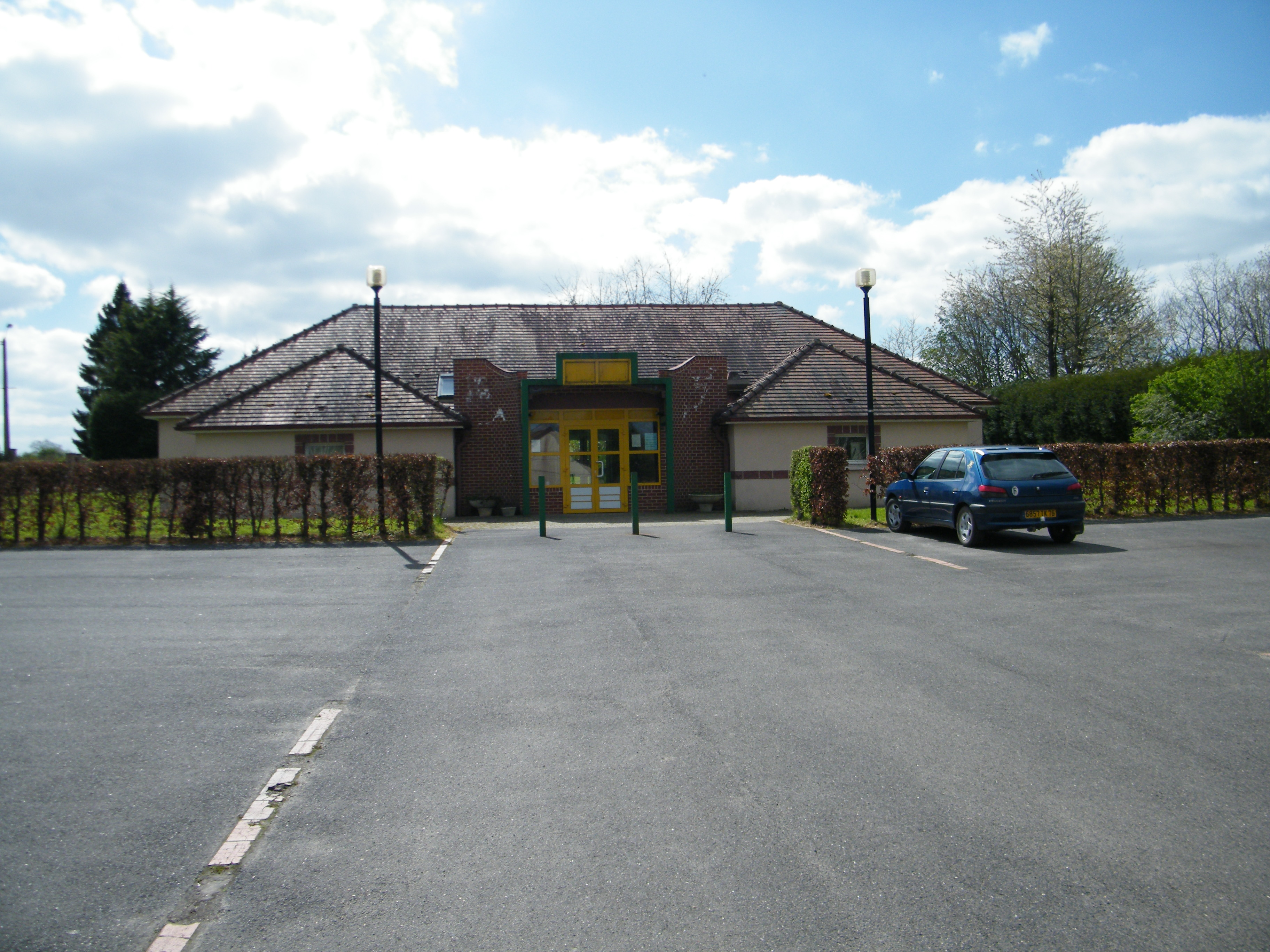
La salle municipale.

## Culture locale et patrimoine

### Lieux et monuments
- Église Saint-Vaast.
- Chapelle Saint-Gautier, Andainville-au-Bois, de 1806, remplacée en 1889 pour cause de ruine. En hommage au religieux né au village vers 1301[38].
- Chapelle funéraire de l'Ecce-Homo à Andainville-au-Bois, construite en 1900, pour les familles Leullier, Lejeune, Lécureux[38].
- Chapelle en direction d'Aumâtre, datée de 1773, dédiée à Notre-Dame de Lorette, restaurée par la commune en 2000[38].

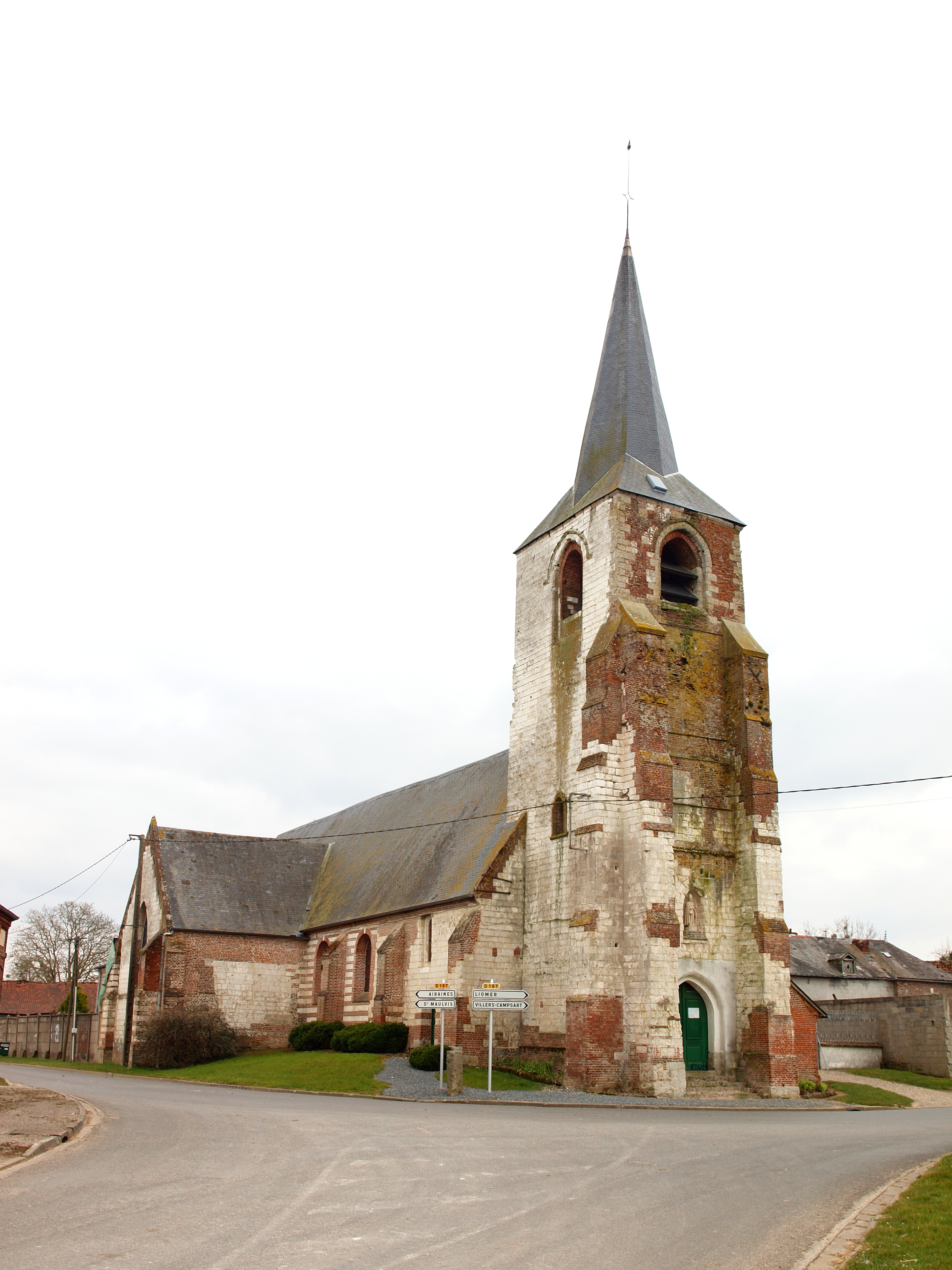
La façade de l'église.
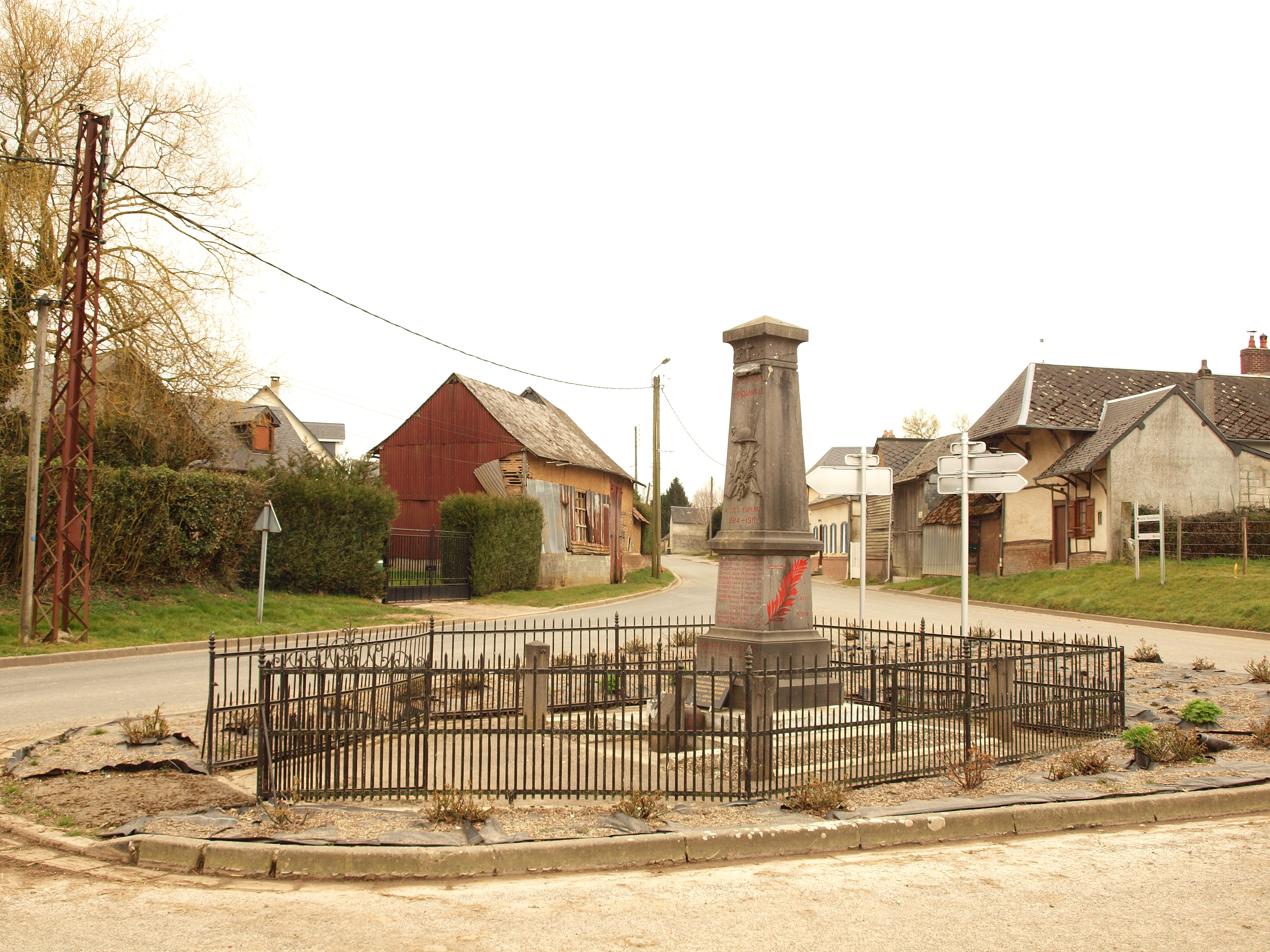
Le monument aux morts.
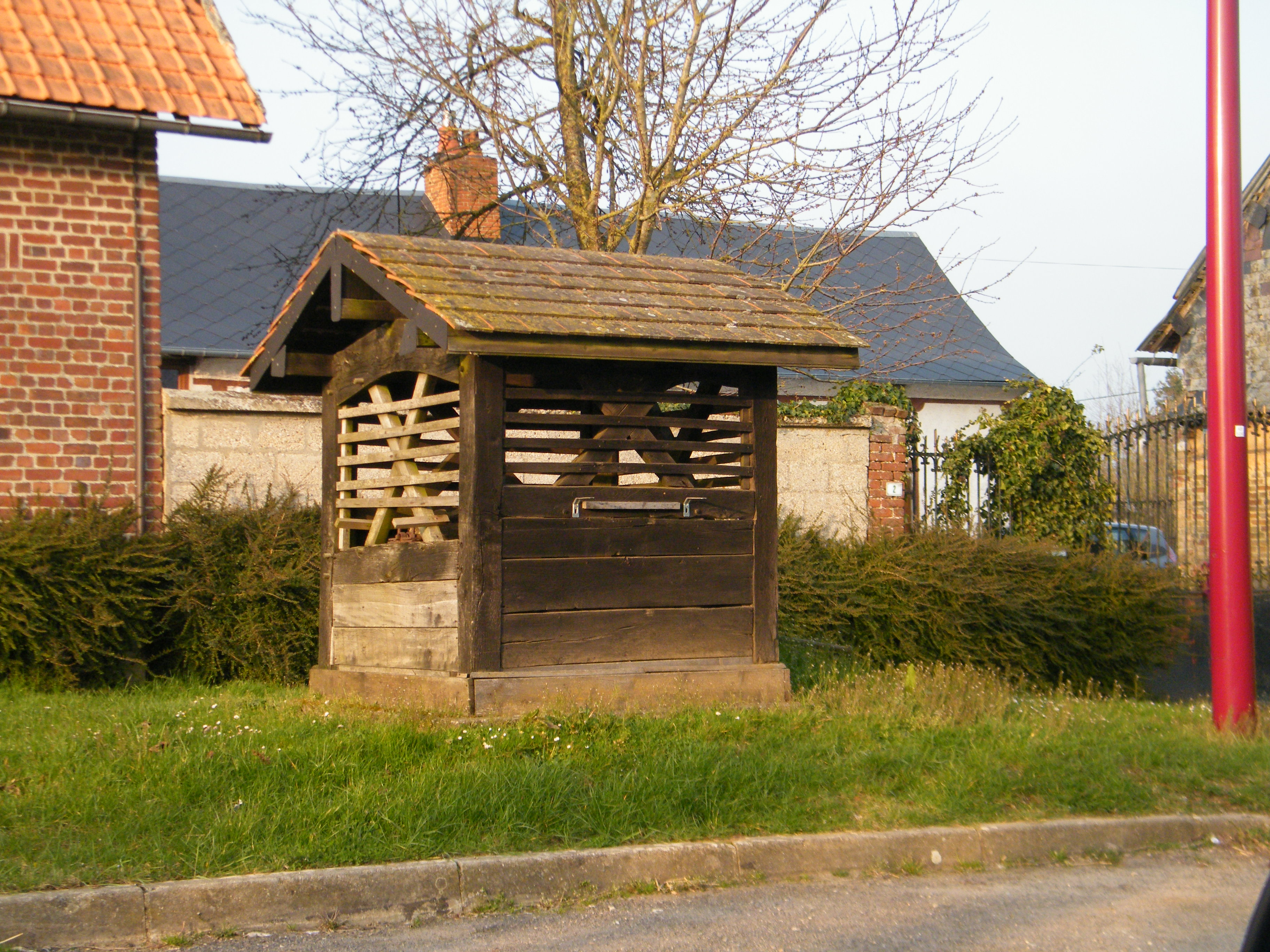
Puits patrimonial.
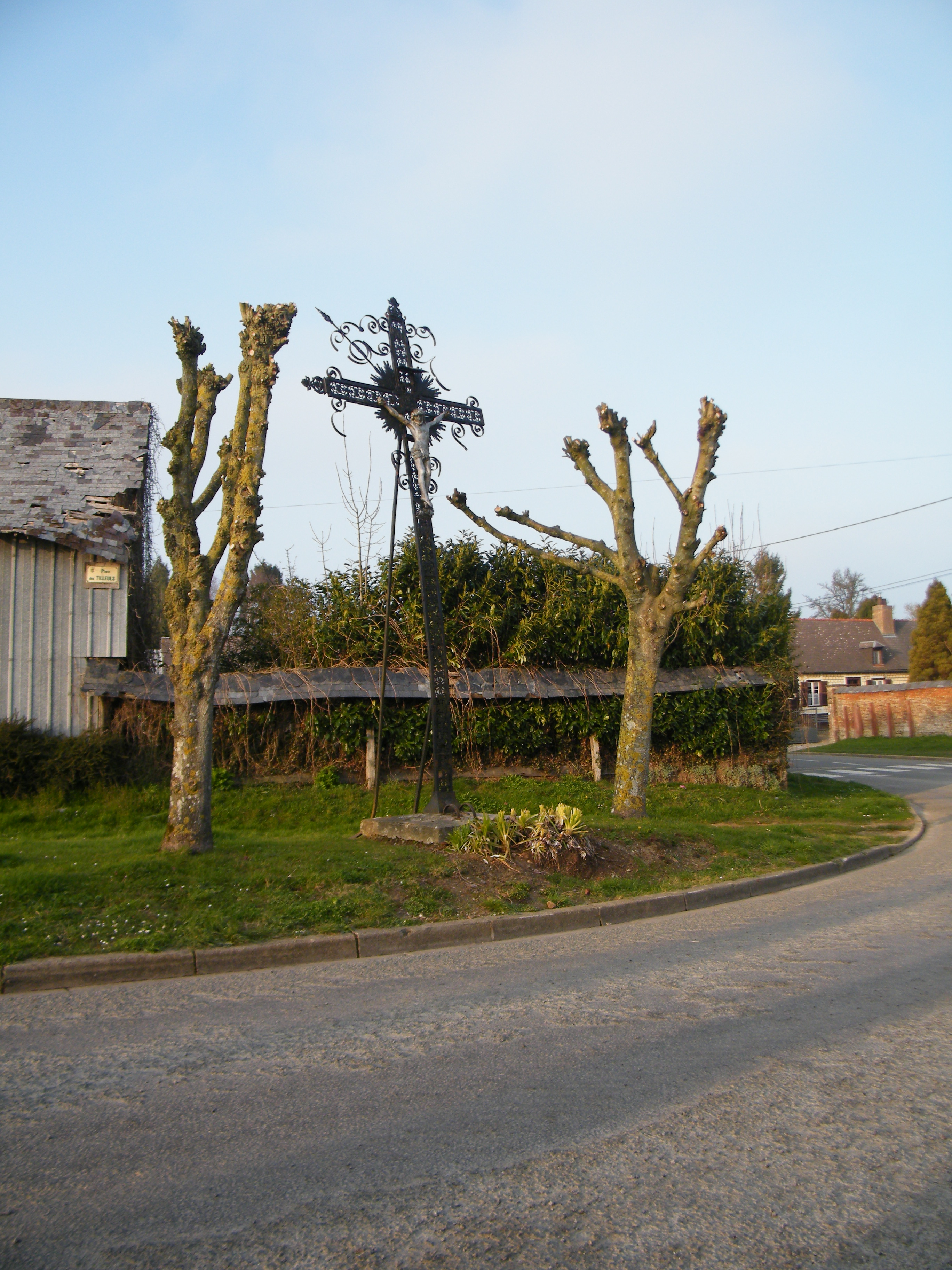
Calvaire sur la place.

### Personnalités liées à la commune
- Gauthier de Pontoise, (vers 1030, Andainville - 1099, Pontoise), religieux français du XIe siècle.
- Amédée Olive (1835-1919), homme politique né à Andainville, maire d'Andainville, député de la Somme de 1898 à 1902.
- Georges Bilhaut (1882-1963), artiste peintre abbevillois, épousa en 1907 Gabrielle Villeret, d'Andainville, et resta attaché au village.

### Héraldique
| Blason de Andainville | Blason  | Parti d'azur et de gueules à une gerbe de blé d'or brochante. |
| Blason de Andainville | Détails | Confirmé par la mairie.                                       |

## Pour approfondir